# Piesau (Fluss)
Die Piesau ist ein ca. 7 km langer rechter Nebenfluss der Lichte im Naturpark Thüringer Wald / Thüringer Schiefergebirge.

## Quelle
Die Quelle der Piesau befindet sich wenige Kilometer südlich von Piesau in unmittelbarer Nähe zum Rennsteig der Wasserscheide zwischen Thüringen und Franken.

## Verlauf und Mündung
Die Piesau entspringt zunächst als Piesau Kieselbach und nimmt ihren Weg durch den Naturpark Thüringer Wald nach Norden bis Piesau. Dort vereinigt sie sich mit dem Bärenbach  (⊙) und fließt nunmehr als Piesau weiter nach Norden bis zum Piesauknie (⊙) am östlichen Ortseingang von Bock und Teich, einem Ortsteil von Neuhaus am Rennweg.
Danach ändert sie ihren Lauf nach Westen. Dort folgt die B 281 dem Flusstal der Piesau. Nach ca. 2 km durchfließt sie den Piesau-Viadukt zu Wallendorf  (⊙) in der Nähe des ehemaligen Bahnhofs Lichte (Ost). Im Zentrum von Lichte mündet die Piesau in den Fluss Lichte und folgt dem Lichtetal zur Talsperre Leibis-Lichte mit Vorsperre Deesbach bis zur Einmündung in die Schwarza.

## Namensgebung
Nach alten Überlieferungen wurde der Fluss früher als Schmiedebach bezeichnet. Das ist der Unterlauf im Bereich des heutigen Ortsteils Bock-und-Teich (Lichte). Der heutige Flussname Piesau erscheint erst nach der Gründung des Ortes Piesau 1627, abgeleitet von dem Gründernamen Pisa.

## Besonderheit
Die Berghänge der Täler von Piesau und Lichte fallen steil ab und sind oft mehr als 100 m hoch.
Piesau, Lichte und die zahlreichen Zuflüsse aus den umliegenden Seitentäler sind seit Jahrhunderten bekannt für ihre Vorkommen an Goldseife und zählen zu den goldreichsten Flüssen Deutschlands. Hobby-Goldsucher sind noch heute gelegentlich erfolgreich.